# Andrena konyella
Andrena konyella är en biart som beskrevs av Warncke 1975. Andrena konyella ingår i släktet sandbin, och familjen grävbin. Inga underarter finns listade i Catalogue of Life.